# Lo Vaulmièr
Le Vaulmier és un municipi francès situat al departament de Cantal i a la regió d'Alvèrnia-Roine-Alps. L'any 2007 tenia 85 habitants.

## Demografia
El 2007 la població de fet de Le Vaulmier era de 85 persones. Hi havia 36 famílies de les quals 12 eren unipersonals (12 homes vivint sols), 12 parelles sense fills i 12 parelles amb fills. La població ha evolucionat segons el següent gràfic:
Habitants censats

### Habitatges
El 2007 hi havia 119 habitatges, 38 eren l'habitatge principal de la família, 80 eren segones residències i 1 estava desocupat. 118 eren cases i 1 era un apartament. Dels 38 habitatges principals, 28 estaven ocupats pels seus propietaris, 8 estaven llogats i ocupats pels llogaters i 2 estaven cedits a títol gratuït; 3 tenien dues cambres, 2 en tenien tres, 12 en tenien quatre i 21 en tenien cinc o més. 19 habitatges disposaven pel capbaix d'una plaça de pàrquing. A 16 habitatges hi havia un automòbil i a 13 n'hi havia dos o més.

### Piràmide de població
La piràmide de població per edats i sexe el 2009 era:
| Homes | Edats   | Dones |
| ----- | ------- | ----- |
| 0     | 95 o +  | 0     |
| 0     | 90 a 94 | 0     |
| 0     | 85 a 89 | 4     |
| 0     | 80 a 84 | 12    |
| 4     | 75 a 79 | 12    |
| 0     | 70 a 74 | 0     |
| 8     | 65 a 69 | 0     |
| 4     | 60 a 64 | 8     |
| 8     | 55 a 59 | 0     |
| 4     | 50 a 54 | 4     |
| 0     | 45 a 49 | 4     |
| 0     | 40 a 44 | 0     |
| 0     | 35 a 39 | 0     |
| 0     | 30 a 34 | 0     |
| 4     | 25 a 29 | 0     |
| 8     | 20 a 24 | 4     |
| 0     | 15 a 19 | 0     |
| 0     | 10 a 14 | 0     |
| 0     | 5 a 9   | 0     |
| 0     | 0 a 4   | 0     |

## Economia

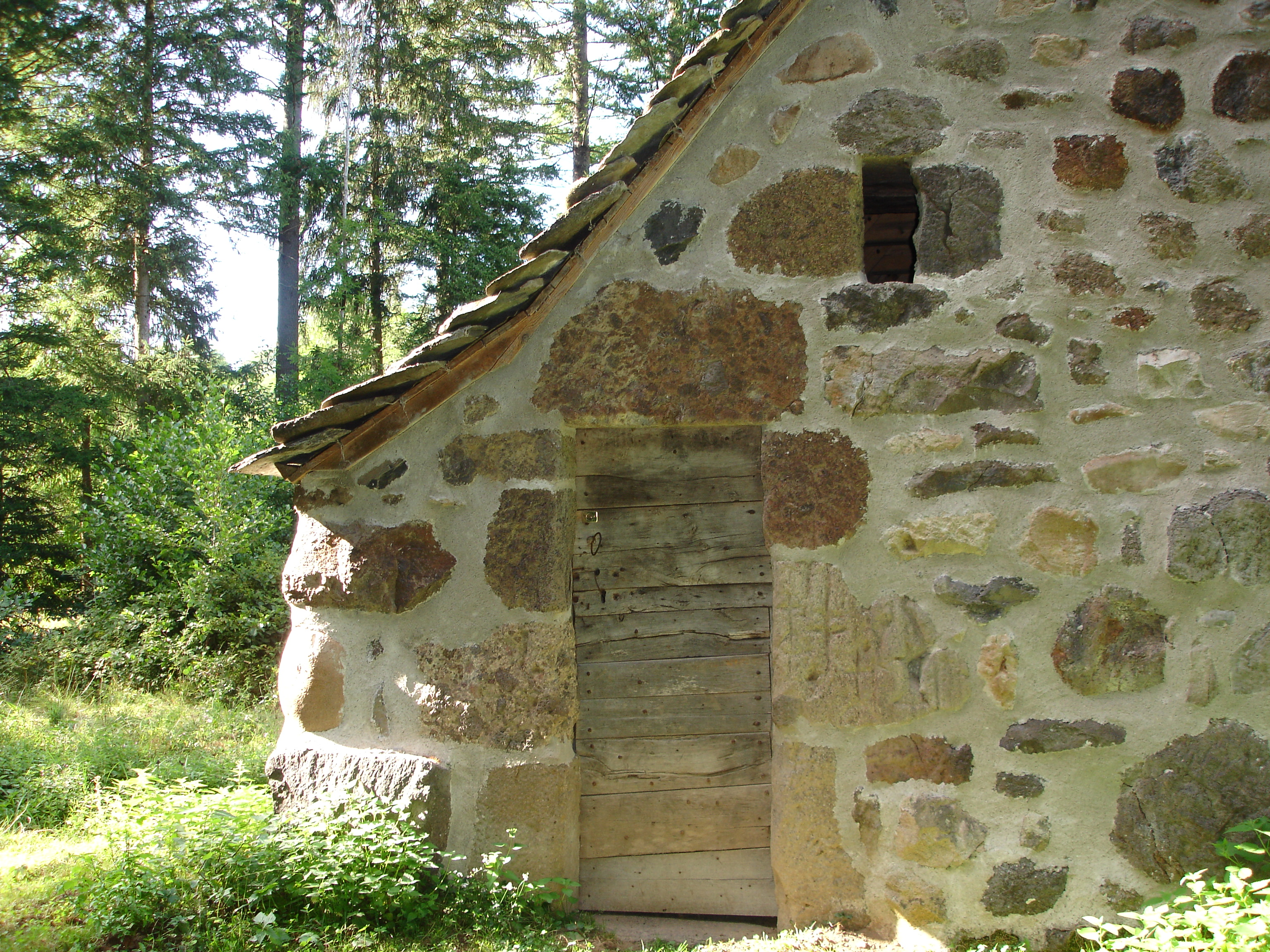

El 2007 la població en edat de treballar era de 48 persones, 28 eren actives i 20 eren inactives. De les 28 persones actives 27 estaven ocupades (18 homes i 9 dones) i 1 aturada (1 dona i 1 dona). De les 20 persones inactives 7 estaven jubilades, 5 estaven estudiant i 8 estaven classificades com a «altres inactius».
Activitats econòmiques
Dels 3 establiments que hi havia el 2007, 1 era d'una empresa extractiva i 2 d'empreses d'hostatgeria i restauració.
L'únic servei als particulars que hi havia el 2009 era un restaurant.
L'any 2000 a Le Vaulmier hi havia 8 explotacions agrícoles.

## Poblacions més properes

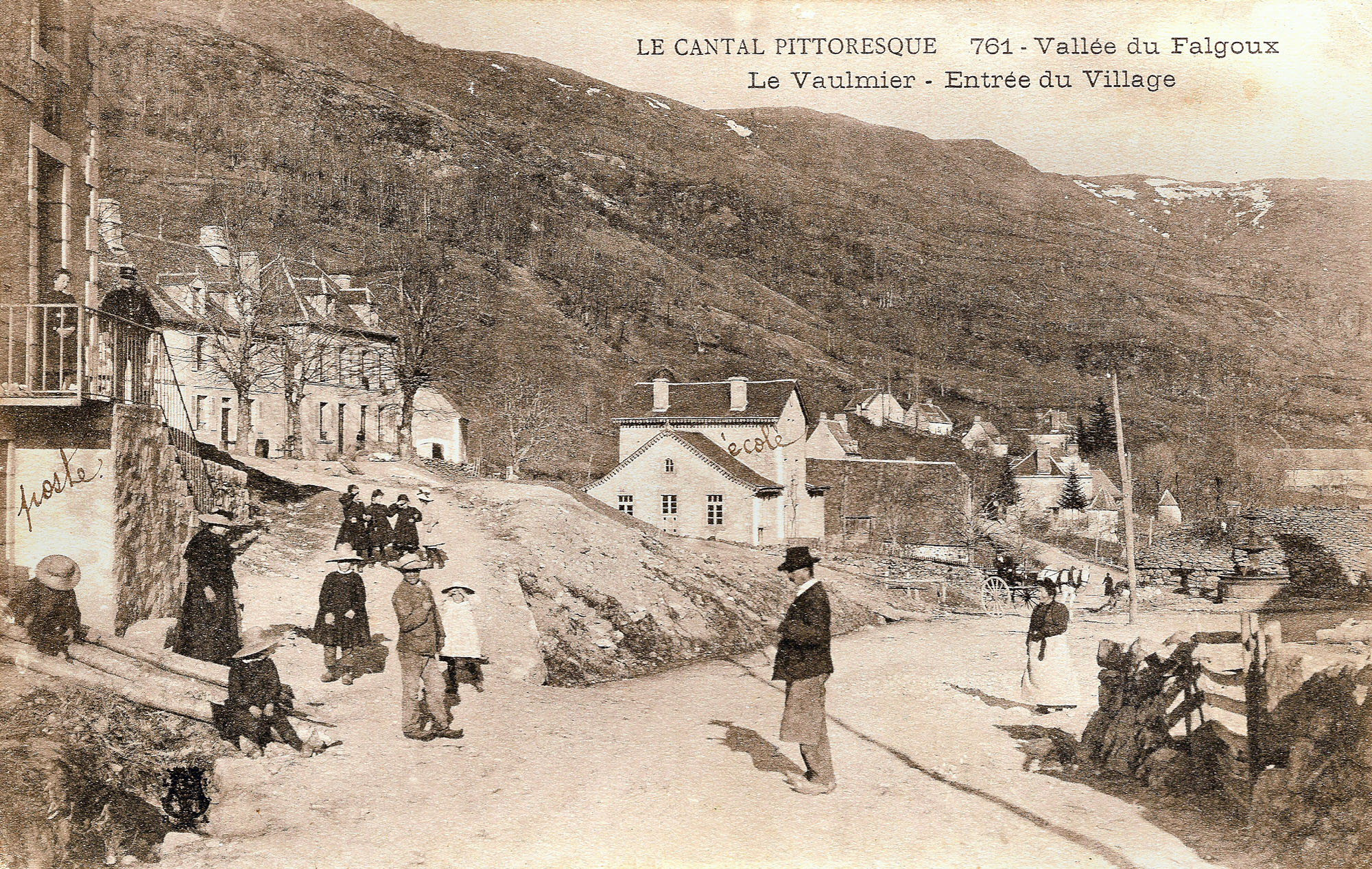

El següent diagrama mostra les poblacions més properes.